# Eric Caldow
Eric Caldow (ur. 14 maja 1934 w Cumnock, zm. 4 marca 2019) – szkocki piłkarz występujący na pozycji obrońcy, a także trener.

## Kariera klubowa
Caldow karierę rozpoczynał w 1952 roku w zespole Rangers F.C. ze Scottish Division One. W sezonie 1953/1954 zadebiutował jego barwach w meczu ligowym. Zawodnikiem Rangers był do 1966 roku. W tym czasie sześć razy zdobył z klubem mistrzostwo Szkocji (1956, 1957, 1959, 1961, 1963, 1964), a także pięć razy Puchar Szkocji (1960, 1962, 1963, 1964, 1966). W sezonie 1960/1961 dotarł z nim też do finału Pucharu Zdobywców Pucharów, przegranego jednak w dwumeczu z Fiorentiną.
W kolejnych latach Caldow był zawodnikiem zespołu Stirling Albion (Scottish Division One), a także angielskiego Corby Town, z którym występował w piątej i szóstej lidze. W 1969 roku zakończył karierę.

## Kariera reprezentacyjna
W reprezentacji Szkocji Caldow zadebiutował 6 kwietnia 1957 w przegranym 1:2 meczu British Home Championship z Anglią, a 8 czerwca 1960 w przegranym 2:4 towarzyskim pojedynku z Turcją strzelił swojego pierwszego gola w drużynie narodowej.
W 1958 roku został powołany do kadry na mistrzostwa świata. Zagrał na nich w spotkaniach z Jugosławią (1:1), Paragwajem (2:3) i Francją (1:2), a Szkocja zakończyła turniej na fazie grupowej.
W latach 1957–1963 w drużynie narodowej Caldow rozegrał 40 spotkań i zdobył 4 bramki.

## Kariera trenerska
W swojej karierze trenerskiej Caldow prowadził zespoły Corby Town, Hurlford United oraz Stranraer F.C.